# ثریا آقااوغلو

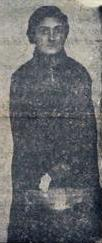
ثریا آقااوغلو

ثریا آقااوغلو (۱۹۰۳، شوشی – ۲۹ دسامبر ۱۹۸۹، استانبول) نویسنده ترکی آذربایجانی، حقوقدان و اولین وکیل زن در تاریخ ترکیه بود.

## سنین جوانی و تحصیل
ثریا دختر احمد آ آقااوغلو، سیاستمدار برجسته آذربایجانی و بعدها ترک در اوایل قرن ۲۰ بود. پس از سقوط جمهوری دموکراتیک آذربایجان در سال ۱۹۲۰، خانواده آقااوغلو به ترکیه نقل مکان کرد که ثریا در دانشکده حقوق دانشگاه استانبول ثبت نام کرد.

## حرفه
بعد از فارغ‌التحصیلی آقااوغلو از سال ۱۹۲۷ تا زمان مرگ در ۱۹۸۹ به عنوان وکیل مشغول به کار شد. در سال ۱۹۲۸، با گرفتن پروانه وکالت آزاد، اولین وکیل زن ترکیه شد. کانون وکلای استانبول به ابتکار وی به عنوان عضوی از کانون وکلای بین‌المللی انتخاب شد. از سال ۱۹۴۶ تا ۱۹۶۰، وی تنها عضو هیئت مدیره زن این اتحادیه بود. پس از کودتای ۱۹۶۰ ترکیه او وکیل برادرش شد. در آن زمان، وی به عنوان عضوی از حزب تازه تأسیس ترکیه جدید وارد سیاست شد و به رهبر حزب رسید
در یک مقطع زمانی او به عنوان دستیار پروفسور شوارتز، ترکان رادو کار کرد. او نویسنده کتابهای آنچه که من در لندن دیدم (Londra'da Gördüklerim) و یک زندگی مثل این گذشته‌است (Bir Hayat Böyle Geçti)، جایی که او در مورد بسیاری از مسائل حقوقی بحث کرد و اطلاعات زندگی‌نامه ای دربارهٔ پدرش نوشت.

## زندگی شخصی
وی در سال ۱۹۵۰ با وکار آلمانی ورنر تاسچن برکر ازدواج کرد و در دهه ۱۹۶۰ طلاق گرفت. آنها فرزندی نداشتند.

## خانواده
پدرش احمد بی آقا اوغلو یک سیاستمدار، مبلغ و روزنامه‌نگار برجسته آذربایجانی و تبعه ترکیه بود. وی از بنیانگذاران پان ترکیسم بود. خواهرش تزر تاشکران نویسنده، سیاستمدار و روشن فکر بود. برادرش سامت آقا اوغلو شاعر و سیاستمدار بود.

## مرگ
ثریا آقائو اوغلو در سال ۱۹۸۹ بر اثر سکته مغزی درگذشت.